# Egisto

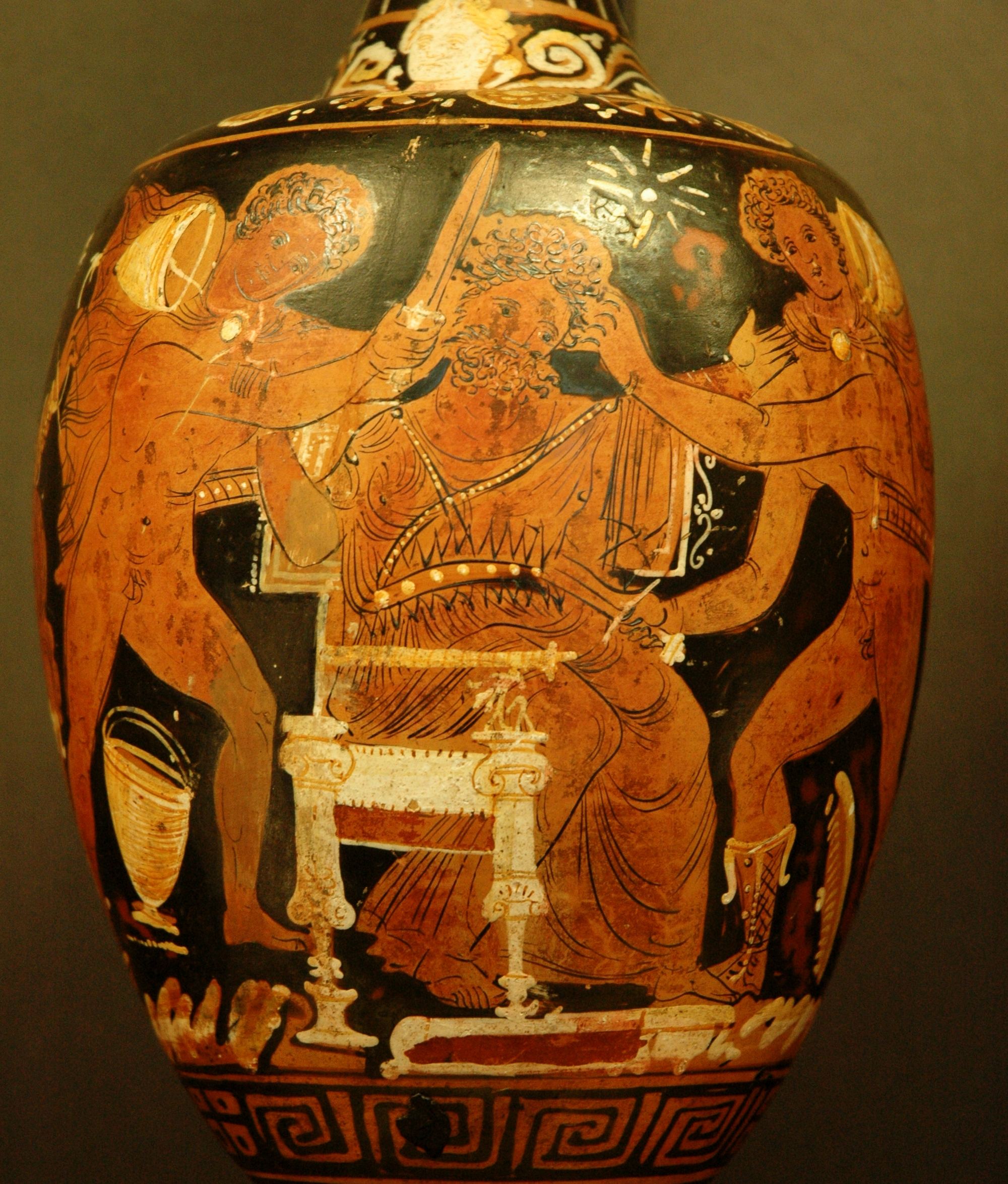
Egisto es asesinado por Orestes. Enócoe de figuras rojas. (Museo del Louvre).

Egisto (en griego antiguo Αίγισθος, ‘venado fuerte’) es un personaje de la mitología griega, fruto de la violación incestuosa de Tiestes a su propia hija: Pelopia.

## Nacimiento
Tiestes había sido desterrado de Micenas por su hermano Atreo, asesino de sus hijos. Deseoso de vengarse consultó al oráculo, que le reveló que encontraría al vengador en el hijo que tuviera de su propia hija.
Una noche la violó en secreto y desapareció sin percatarse de que durante la violación Pelopia le había arrebatado la espada. Cuando Egisto nació, su madre, avergonzada, le abandonó en el campo.
Posteriormente, Atreo se casó con Pelopia sin saber quién era y ordenó que se buscara al niño. Lo encontraron al fin en casa de unos pastores.

## Venganza
Atreo se llevó al niño consigo y lo educó como si se tratase de su propio hijo. Cuando creció lo envió a Delfos a buscar a Tiestes, pues se proponía darle muerte. Egisto cumplió la orden y regresó trayendo a Tiestes, a quien Atreo mandó ejecutar. Pero cuando Tiestes vio la espada que llevaba Egisto, lo interrogó sobre su procedencia y Egisto respondió que se la había dado su madre. Tiestes suplicó que le trajese a Pelopia y le reveló el secreto del nacimiento de Egisto. Ella tomó la espada y se dio muerte. Tomando nuevamente la espada y consultando el oráculo de Apolo en Delfos para saber sobre Atreo, lo buscó y lo mató. Luego Egisto y Tiestes reinaron conjuntamente en la ciudad de Micenas.

## Rey
Durante la guerra de Troya, Egisto, que se había quedado en Grecia, intentó seducir a Clitemnestra, esposa de Agamenón, al principio infructuosamente. Más tarde ella cedió y vivieron juntos hasta el regreso de Agamenón. Cuando este se presentó de regreso, una vez terminada la guerra, lo recibió amistosamente y le ofreció un banquete, durante el cual Clitemnestra y Egisto lo asesinaron. 
Tras el crimen reinó durante siete años más en Micenas, antes de morir a manos de Orestes, hijo de Agamenón.
Egisto y Clitemnestra fueron padres de un hijo, Aletes, y de una hija, Erígone, referida en una fuente como Helena la segunda.